# 廖榮鑫
廖榮鑫（1955年5月1日—），中華民國空軍二級上將（退役）、科技界人士、企業家及演說家、公益及生態志工，為政府「國機國造」政策的重要推手，在經濟部擔任漢翔航空公司董事長四年任內成果驚人，現任清大國防學研中心顧問、國防院戰略諮委、國科會AIMS理事、IEET認證審查委員、台灣國際人才發展協會副理事長、台北鳥會（WBST）志工、安得烈食物銀行志工，曾任漢翔航空公司董事長、航太工業同業公會理事長、航太產業「A-Team 4.0聯盟」創會會長、總統府戰略顧問、副參謀總長執行官、國防部常務次長、飛指部指揮官、空軍防砲部指揮官、國防部整評室主任兼國防智庫（現今國防院）籌備處首任主任、空軍官校校長、空軍499聯隊長、空軍455副聯隊長、前參謀總長李傑上將辦公室聯戰參謀官等職。

## 介紹

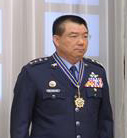
廖榮鑫晉升空軍二級上將典禮照。

空軍戰鬥機飛行員出身，曾飛過F-5E/F、IDF、F-16A/B、M-2000-5等型戰機，飛行總時間2,669小時。平時熱衷賞鳥和閱讀，透過鳥類演化的歷史進程，悟出許多經營管理及人生哲理，公餘時間也是臺北市野鳥學會、臺灣野鳥保育協會及臺灣猛禽研究會的成員，推動臺灣鳥類保育與生態環境保護等工作。2019年3月退休後，即加入社團法人安得烈慈善協會（食物銀行）的志工。2022年6月，擔任台灣國際人才發展協會的副理事長，積極推動雙語教育及國際人才培育，並從偏鄉與「非山非市」國小的英語輔導教育開始。來自於本省家庭，祖先自福建紹安來臺約250年，現居住於新北市新店區。
2015年，國防部長嚴明請辭牽動至空軍司令人事異動，原本各大媒體皆搶先報導廖榮鑫接任空軍司令，但最後總統馬英九核定是由同為幻象2000戰鬥機飛行員出身的國防部常務次長沈一鳴中將出任，並與海軍司令陳永康上將一同轉任總統府戰略顧問。
2015年3月2日，自總統府戰略顧問退伍後，陸續擔任漢翔公司董事長、航太工業同業公會理事長、及「A-Team 4.0聯盟」首任會長，並肩負「國機國造」的重責大任。
公餘時間熱衷於演講，以畢生經歷透過對各級學校及企業的演講中，給年輕人在人生及職場生涯的兩則信條：人生若要精彩充實，請設下「夢想、選擇和堅持」三個目標；進了職場，請努力培養「視野、胸襟和決心」。
2018年6月9日，應邀至國立中正大學畢業典禮演講，他以自身為例：「夢想」是脫離貧窮、「選擇」 是接受教育、「堅持」是不輕言放棄；進入職場的「視野」是飛行的高度與視角、「胸襟」為利他是最好的利己、「決心」則是達成任務的強烈意願。
2019年3月17日，在個人LINE貼文：「一日漢翔人，終身漢翔人」，參與並守護漢翔公司1,476個日子，總能在所有同仁的共同目標、披荊斬棘與創新務實的努力下，劃下完美的句點。

## 漢翔公司董事長期間
- 2015年3月2日就任漢翔航空工業股份有限公司董事長。須辦理總統府戰略顧問退役後人事令才能生效。
- 2015年8月13日臺北航展期間，有感於全球航太產業的激烈競爭環境，臺灣處於先進國家與新興國家上下夾擊的情況下，遂倡議籌組「臺灣航太產業A-Team 4.0聯盟」，期以「精實體質、提升競爭」的理念，運用「異業結盟、同業整合」的模式，結合國內原物料、機械設備、生產製造與物流運輸，同時亦獲得銀行業者與學研單位的支持，聯盟於2016年6月2日誓師成立[5]，目標是成為國際航太大廠的Tier 1供應商。除藉著新式高教機「自研自製」的機會帶著航太供應鏈一起練兵外，更不遺餘力地力邀各個領域的專家，免費為臺灣航太產業的新進企業做教育訓練、奠定基礎，分享產業經驗、國際趨勢與科技新知，希望將人才及技術根留臺灣，向世界級的航太供應鏈聚落邁進，以因應未來可能遭遇的衝擊。
- 2015年8月要求漢翔公司於臺中、沙鹿及岡山廠區成立工業4.0廠區，並開放業界觀摩研討。其後指示投入「iAIDC智慧製造平台」、「決策戰情中心」、「iAI人工智慧」之開發，達成智慧製造三部曲。
- 2015年11月27日當選航太工業同業公會理事長，訂定公會三大方向：資訊分享、擴大產業參與、國際化，同年12月開始在每年舉辦國內航太產業論壇凝聚產業共識，並逐漸醞釀且促成了今日「A-Team4.0聯盟」2百餘家廠家異業聯盟、優勢整合分工，以及「國機國造」大計畫的實現。「A-Team4.0聯盟」最高成員數達330家廠家，歷經5次推動委員會審查精實KPI成績，2017年7月10日縮減至256家廠家。
- 2016年5月5日行政院長張善政明白反對國機國造，但不為廖榮鑫董事長所接受。[6]
- 2017年4月25日代表漢翔與中科院院長張冠群中將簽訂「空軍新式高教機」合約[7]，推動「國防自主、國機國造」。
- 2018年4月18日指出航太產業未來發展的命脈，必須依靠「三個關鍵要素和三個重點工作」[8]，「三個關鍵要素」是在親身走訪全球指標性航展、供應商大會、國際航太論壇後，所領悟到的收穫，包括人才、爐灶（練兵場域）、柴火（民機市場與國機國造之業務機會）；「三個重點工作」則是要求公司經營團隊最須聚焦的項目，包括國機國造、智慧製造、供應鏈整合（新式高教機、民機及發動機、機艙內裝等三大供應鏈體系）。
- 2018年6月1日總統蔡英文主持漢翔新式高教機組裝開架儀式，宣示國機國造之新式高教機專案已達成2020年6月首飛前的重要里程碑[9]。廖董事長認為：全案從簽約到首飛，僅僅花費三年兩個月不到的時間完成，幾乎是現今世界上國防航太大廠都很難達成的「不可能任務」，這完全歸功於漢翔全體工作同仁，不眠不休、日以繼夜的無私付出與積極奉獻，更是成熟專業技術與精實專案管理的具體呈現。
- 2018年6月26日獲續任漢翔董事長。
- 2019年3月4日鑑於「盱衡當前政經情勢、建立領導傳承制度、紓緩工會緊張關係、穩定同仁工作心緒」等綜合考量，遞陳辭呈「自請退休」[10] [11]。
- 2019年3月6日「自請退休」，由副參謀總長胡開宏中將退伍接任漢翔董座，也未參加空軍新式高教機的整機出廠和首飛儀式，過程中也罕見出現公司工會成員訴求不要離任而希望他留任的抗議事件[12]。

## 『新式高教機』大事紀要
廖董事長退休後，為了將「國機國造」政策下所推動與執行「空軍新式高教機」的實務經驗，接受大學、企業或民間組織的邀請，期達投資傳承的目標。彙整分別以「臺灣航太產業的機會與挑戰」、「人工智慧導入智慧製造系統性思考與務實踐履」及「臺灣航太智慧製造的啟蒙與實踐」等課題，實施專題演講，置重點於「國機國造」、「智慧製造」及「供應鏈整合」等重點工作，並以空軍新式高教機為例，旁徵博引詳實論證，大事紀要略述於后：
1. 2015年8月13日「臺北國際航太暨國防工業展」登場，當時漢翔公司對於「新式高級教練機」的選項，仍徘徊於「洋機」與「國機」無政策方向的迷霧之中，開幕當天時任民進黨黨魁的蔡英文主席蒞臨會場參訪 （页面存档备份，存于）（當天的開幕儀式，執政黨只派了外貿協會的副秘書長主持），經刻意安排於漢翔攤位停留約五分鐘，公開發表對「國防自主、國機國造」的支持立場，漢翔則表達熱切期待與達成目標的堅定信心。此刻，確實看見曙光前的滿天星斗，興起迎接美好未來的高度期盼，即宣布於年底獨力主辦「臺灣航太產業暨政策論壇」、籌設「教育訓練中心，期達建立航太產業共信共識、同一條船之目標。以及籌劃與推動「智慧製造」和「供應鏈整合」等兩項核心工作，做為「國機國造」的技術支撐與具體後盾。
2. 2016年初，民進黨總統大選獲勝，為凸顯改革的決心和強烈的企圖，特別安排一系列的產業觀摩（尤其是國防三大產業），3月28日準總統蔡英文主席率龐大團隊，以「航太產業之旅」蒞臨漢翔公司，分別安排簡報、參訪及座談，並陳獻「臺灣藍鵲高教機」的模型 （页面存档备份，存于）。當下瞬間，確實看見了「國機國造」的曙光。

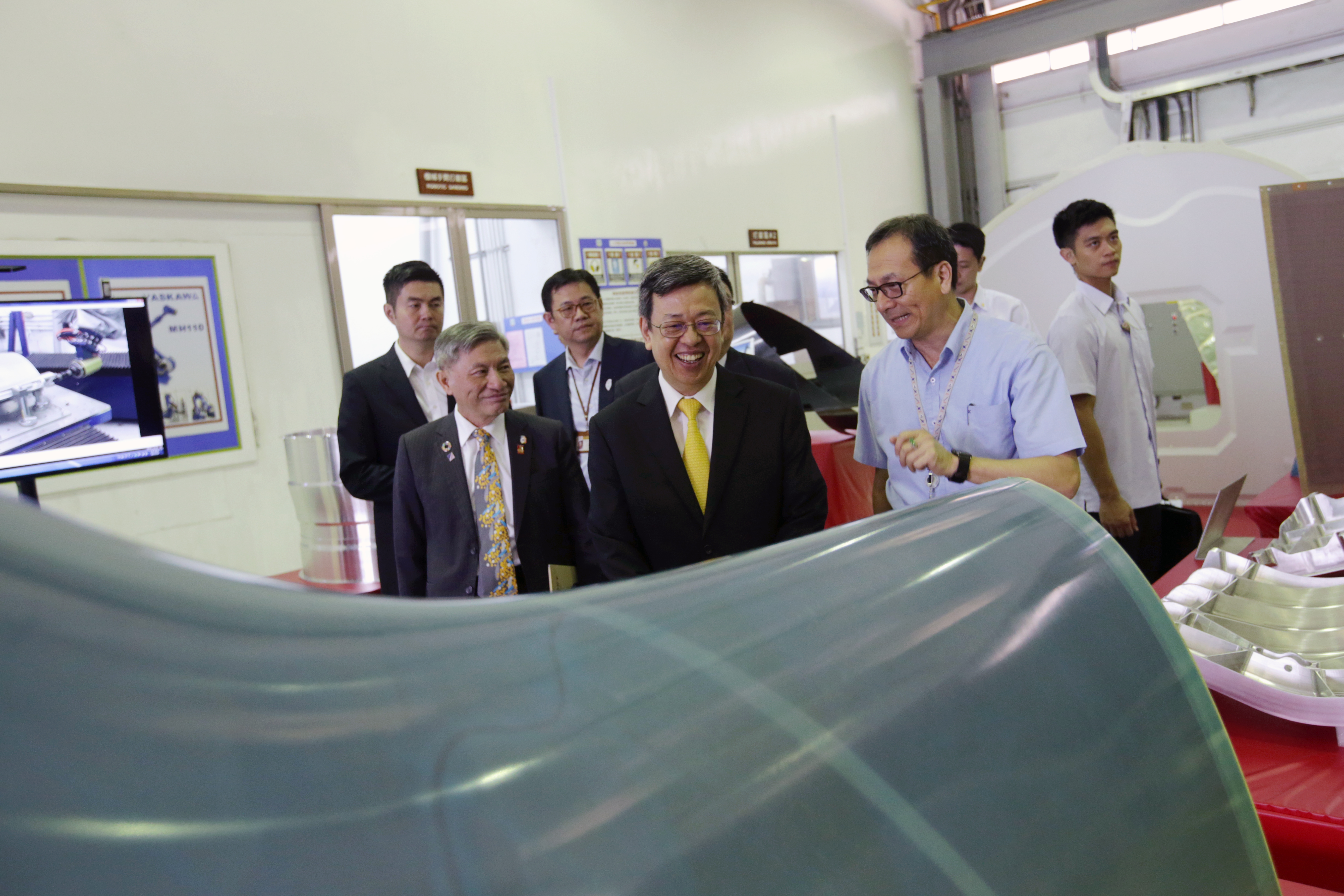
07.04 副總統參訪漢翔航空工業股份有限公司，在漢翔公司董事長廖榮鑫陪同下參觀廠區內的示範工場，瞭解該公司目前在航空工業上的技術發展及產品的運用 (35540127932)

3. 漢翔公司歷經半年的籌劃和準備，結合與運用既有之優質充沛的資訊人力及精密製造與先進製程等優勢技術，於2016年4月1日正式開啟「智慧製造」的全新紀元，從零件、複合材料及引擎機匣等三類專業加工的示範工廠07.04 副總統參訪漢翔航空工業股份有限公司，在漢翔公司董事長廖榮鑫陪同下參觀廠區內的示範工場，瞭解該公司目前在航空工業上的技術發展及產品的運用 (35540127932)，逐步推廣至全公司，並結合國內頂尖大學與優質廠商的能量和資源，有效提升生產效率和人工智慧能力。參酌全球類似案例及經國號戰機的實務經驗，回顧過去，如果沒有「智慧製造」的積極推動和具體深化，新式高教機從設計、生產、製造、組裝到測試，不可能在如此短的時間之內達成。
4. 原係考量國內航太產業的政策不明確、結構欠完整及獲利不如預期等實際困境，期藉籌組「臺灣航太產業A-Team聯盟」，做為「國家隊打國際盃」的概念。於2016年6月5日舉辦「誓師大會」 （页面存档备份，存于），結合生產製造、原物料、機械設備、物流運輸及產學單位等，並藉精實體質、提升競爭之宗旨，俾成為全球航太重要供應鏈的長遠目標。然無心插柳卻成蔭，正值新式高教機的成案與推動，國內供應鏈扮演無可或缺、舉足輕重的任務和角色，共同承擔此ㄧ國家重大建設，著實功不可沒。
5. 就國軍建案程序言，新式高教機採以「委製協議」係最為可行且有效管控的模式，亦即由國防部空軍司令部委託中科院負責整合國內航太能量，完成研發生產工作。因此，於2017年2月7日由蔡英文總統主持「新式高教機委製協議暨合作備忘錄簽署啟動典禮」02.07 總統出席「新式高教機委製協議書及合作備忘錄簽署啟動典禮」 (32379648090)，正式啟動全案工作，太陽正從山頭露臉。

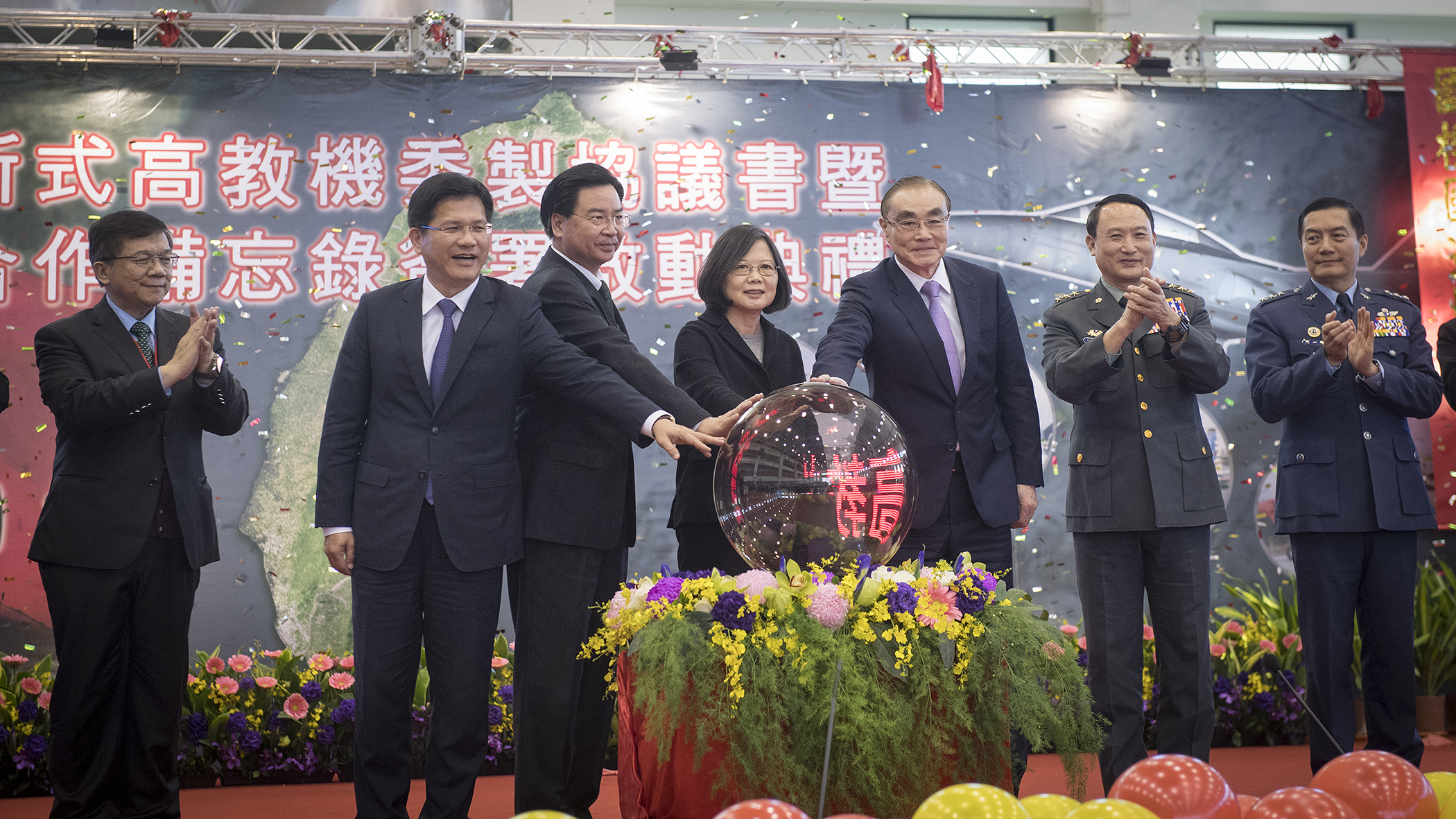
02.07 總統出席「新式高教機委製協議書及合作備忘錄簽署啟動典禮」 (32379648090)

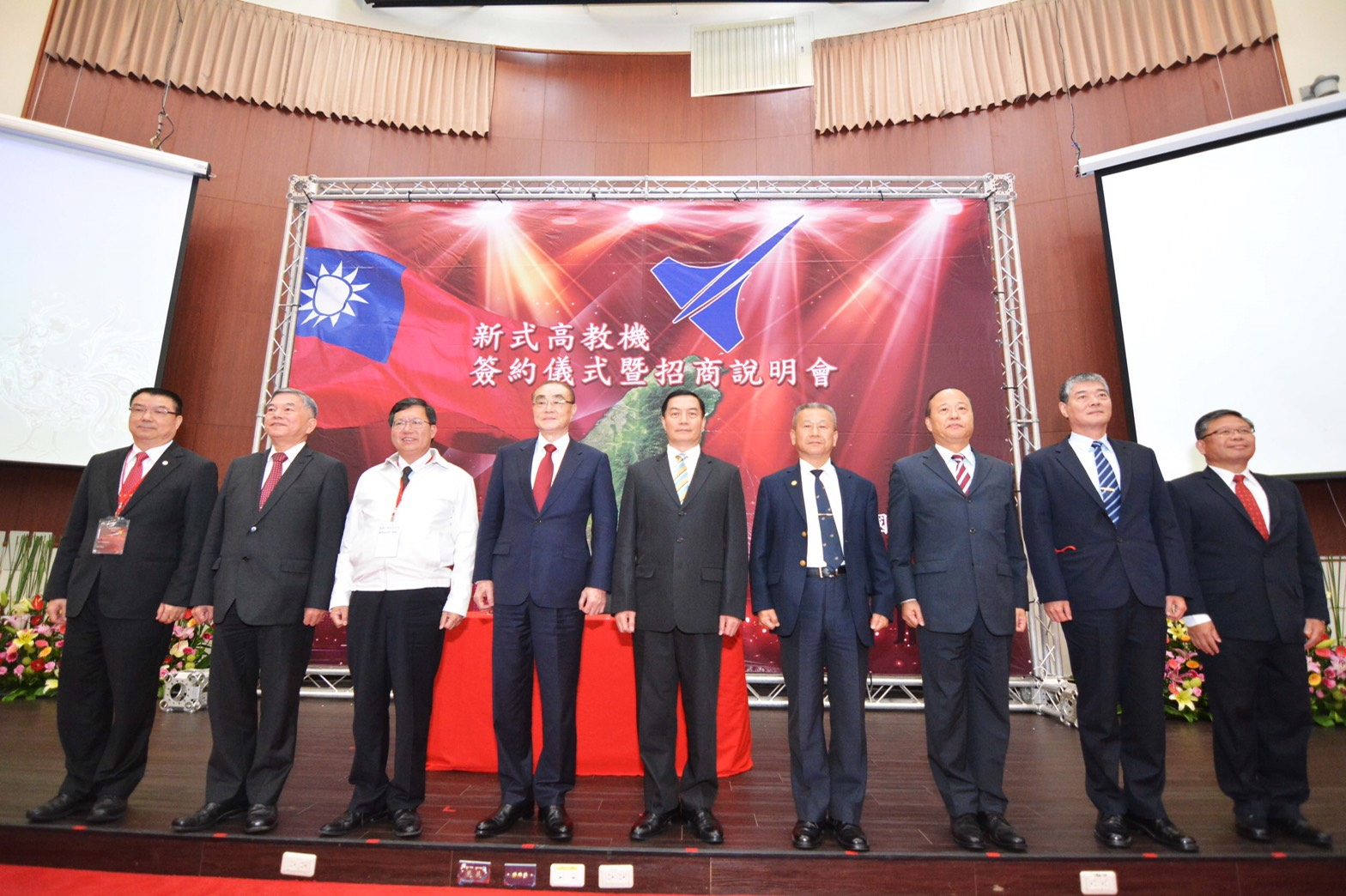
20170425 中科院與漢翔公司新式高教機簽約儀式 201704251405542

6. 中科院接下「委製協議」工作之後，於2017年4月25日與漢翔公司舉辦「簽約儀式暨北部供應商大會」20170425 中科院與漢翔公司新式高教機簽約儀式 201704251405542，共同推動研發、生產與製造的合作事項，並展開北、中、南的招商說明會，籲請臺灣航太產業同業一起共襄盛舉，齊心完成此一艱鉅任務。
7. 為驗證經國號戰機的優異性能及鼓舞同仁，戮力達成新式高教機的艱鉅挑戰，漢翔公司特於2017年5月19日經國號戰機首飛29週年（1989年5月28日）前夕，擴大舉辦「誓師大會」，廖董事長除同乘一批經國號戰機 （页面存档备份，存于）之外，並分別由當時經國號戰機的研發團隊分享經驗，以及標記首飛倒數計時1138天，宣示如期達成任務的堅定決心。

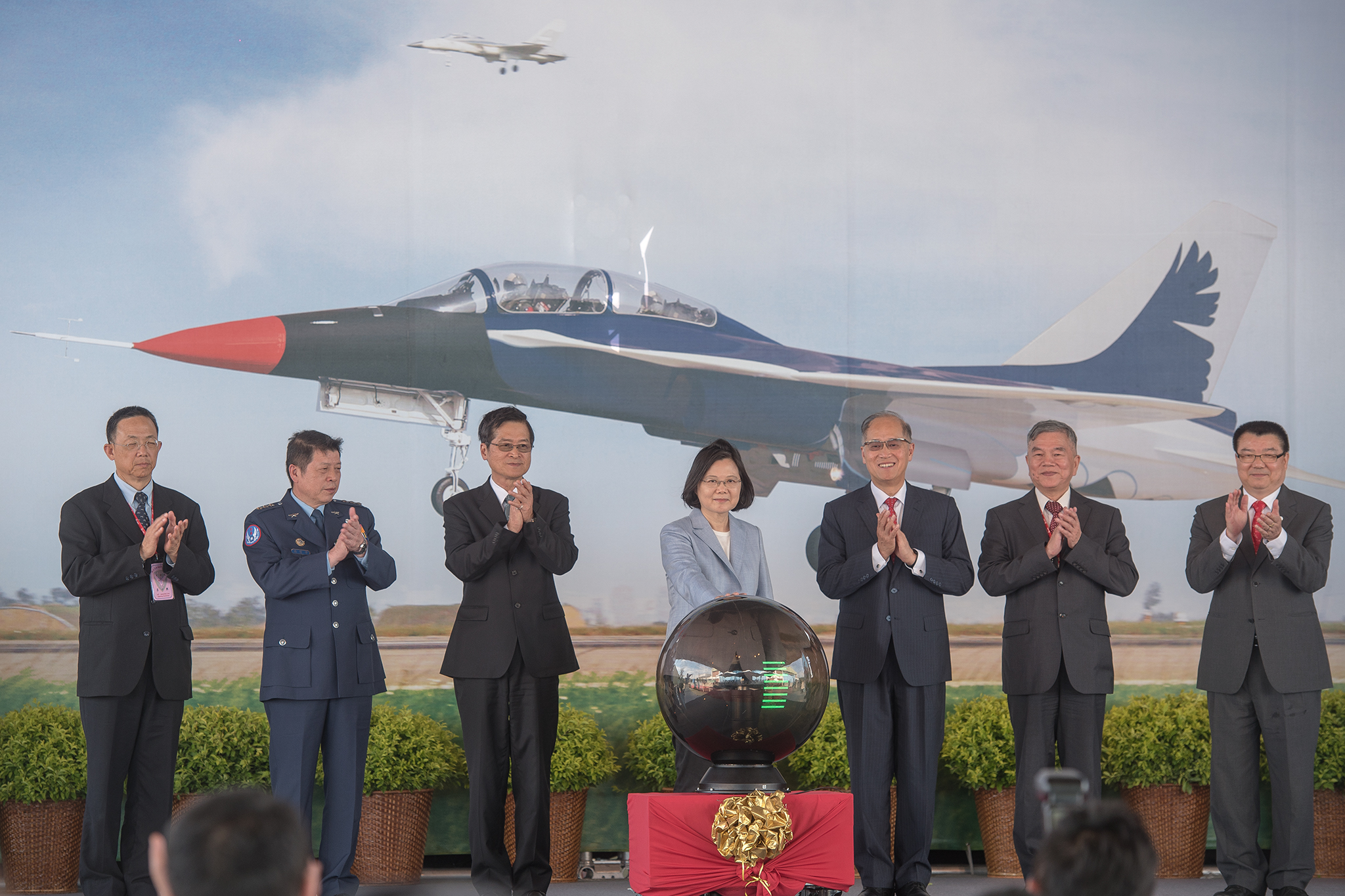
06.01 總統出席「新式高教機組裝開架典禮」 (Flickr id 42441149782)

8. 就飛機的生產製造言，「開架」猶如生命中長出第一個位置正確的細胞一樣，經過一年一個月零六天的日以繼夜拼搏和竭盡洪荒之力（從2017年4月25日與中科院簽約之日起算），於2018 年6月1日請蔡英文總統親臨主持「組裝開架典禮」06.01 總統出席「新式高教機組裝開架典禮」 (Flickr id 42441149782)，放上這架神鷹的一塊「龍骨」，決定未來的命運和希望。
9. 綜觀本案研發全期，能夠精準到幾無誤差的到數計時，完全歸功於漢翔公司歷經經國號戰機的研發、生產、製造、組裝、測試及各階段性能提升的豐富經驗，以及長期嚴格管控專案能力與高素質人力，缺一不可。「開架」甫經半年左右，即於2019年1月17日舉行「前中後機身組裝上架開工典禮」，這就是專案管理能力的真正體現。
10. 2019年3月18日廖董事長「自請退休」，新式高教機首飛倒數計時停留在471天，實際工作是320天。
11. 漢翔公司新任胡董事長及團隊持續依計畫於2019年9月24日整機出廠，並於2021年6月10日完成首飛任務，順利圓滿。

## 荣誉

### 中华民国勋章奖章
- 四等宝鼎勋章（2013年8月30日于台北总统府颁授[13]，同時晉任空軍二級上將）
- 三等云麾勋章（2015年1月30日于台北国防部颁授[14]，同時轉任總統府戰略顧問）